# Siegmund Gerhard Seybold
Siegmund Gerhard Seybold (1939 -  ) foi um botânico alemão .